# Капустяни (Полтавський район)
Капу́стяни (до 2016 — Фрунзівка) — село в Україні,  у Решетилівській міській громаді Полтавського району Полтавської області. Населення становить 191 осіб. До 2020 орган місцевого самоврядування — Шевченківська сільська рада.

## Географія
Село Капустяни знаходиться на лівому березі річки Говтва, вище за течією на відстані 5 км розташоване село Пасічники, нижче за течією на відстані 0,5 км розташоване село Шевченкове, на протилежному березі — село Підок. Поруч проходить автомобільна дорога Н31.

## Історія села
Козацькі хутори в межах нинішнього села Капустяни та в його околицях почали виникати із середини XVII століття. Їх засновували запорізькі козаки. Так виникли хутори Григорівка, Капустяни, Маценки, Пильгуки, Писарі, які разом із хуторами Кущі, Гальченки, Лашки, Христусі, що простягалися на південь від них, носили назву Куликівських хуторів.
На північний захід від нинішніх Капустянів, на правому березі річки Говтва у XVIII столітті виник кріпацький хутір Зам'ятнівка, який перебував у власності пана Новородського.
До 1939 року селяни, працюючи в колгоспах, продовжували жити на хуторах. У 1939 році влада насильно примусила селян переселитися в планові села. Після завершення жнив 1939 року селянам Куликівських хуторів було надано два місяці на переселення і будівництво нових хат.
З мешканців хуторів Григорівка, Капустяни, Пильгуки, Писарі, Маценки та села Зам'ятнівка у 1939 році сформувалося село Фрунзівка.
У 2016 році село перейменували в Капустяни згідно із законом «Про засудження комуністичного та націонал-соціалістичного (нацистського) тоталітарних режимів в Україні та заборону пропаганди їхньої символіки».
12 червня 2020 року, відповідно до розпорядження Кабінету Міністрів України № 721-р «Про визначення адміністративних центрів та затвердження територій територіальних громад Полтавської області», село увійшло до складу Решетилівської міської громади.
19 липня 2020 року, в результаті адміністративно - територіальної реформи та ліквідації Решетилівського району, село увійшло до складу новоутвореного Полтавського району Полтавської області.

## Населення

### Мова
Розподіл населення за рідною мовою за даними :
| Мова            | Кількість | Відсоток |
| --------------- | --------- | -------- |
| українська      | 187       | 97.92%   |
| російська       | 1         | 0.52%    |
| білоруська      | 1         | 0.52%    |
| румунська       | 1         | 0.52%    |
| інші/не вказали | 1         | 0.52%    |
| Усього          | 191       | 100%     |

## Пам'ятки
Михнівський заказник — орнітологічний заказник загальнодержавного значення.

## Уродженці
- Обревко Олександр Анатолійович (* 1984) — український футболіст.